# 張ヶ谷順子
張ヶ谷 順子（はりがや じゅんこ、1985年4月1日 - )は、千葉県出身のボウリング選手である。本名、鈴木 順子（すずき じゅんこ、旧姓：張ヶ谷）。 千葉商科大学商経学部卒業、同大学院会計学専攻修士課程修了。2010年株式会社サンブリッジ東京支社入社。同年よりＰリーグへ参加。2011年「東アジア・パシフィック選手権」（韓国）でシングルス優勝、5人チーム戦で優勝、4種目の個人成績で争うオールエベンツで２位表彰。2016年千葉県体育・スポーツ功労者等顕彰者（優秀スポーツ選手（団体））受賞。

## 人物
- 趣味・ショッピング
- 特技・スイミング
- ｢P★LEAGUE」での愛称は「セクシー・サウスポー」

## エピソード
- 幼い頃からスポーツ万能であり、幼稚園から中学まで水泳やシンクロと水中競技に親しんでいた。
- 8歳の誕生日にマイシューズをプレゼントされ、その後 徐々に自分のボウリング用品を揃えると共に、それに合わせるかのようにボウリング場に行く機会が増加。
- 高校在学中はボウリングより学生生活を謳歌。

## メディア出演

### テレビ番組
- 日本テレビ「ラジかるッ」
- テレビ朝日「堂本剛の正直しんどい」